# Ange Postecoglou
Ange Postecoglou, właśc. Angelos Postekos (ur. jako Angelos Postekoglu (gr. Άγγελος Ποστέκογλου) 27 sierpnia 1965 w Atenach) – australijski trener piłkarski greckiego pochodzenia. Obecnie trener angielskiego klubu Tottenham Hotspur. 21 maja 2025 roku zespół Tottenhamu pod jego wodzą wygrał finał Ligi Europy (dawniej Puchar UEFA) wynikiem 1:0 przeciwko Manchesterowi United. Dzięki wygranej w finale drużyna Spurs podniosła trofeum po siedemnastoletniej przerwie.

## Życiorys

### Kariera klubowa
Był zawodnikiem australijskich klubów: South Melbourne FC i Western Suburbs SC.

### Kariera trenerska
W latach 2013–2017 selekcjoner reprezentacji Australii. Ma za sobą pracę w South Melbourne, reprezentacji Australii do lat 20, Panachaiki GE, Brisbane Roar FC i Melbourne Victory FC.
1 lutego 2018 rozpoczął pracę w japońskim klubie Yokohama F. Marinos, gdzie pracował do 2021.
W latach 2021–2023 trenował zawodników Celticu, a w czerwcu 2023 podpisał czteroletni kontrakt z Tottenhamem Hotspur. 21 maja 2025 wygrał z Tottenhamem Ligę Europy pokonując Manchester United 1:0.

## Sukcesy

### Trenerskie
South Melbourne
- Zwycięzca National Soccer League: 1997–98, 1998–99

Australia U-20
- Zwycięzca Mistrzostw Oceanii U-20: 2001, 2002, 2005

Brisbane Roar FC
- Zwycięzca A-League: 2010/2011, 2011/2012

Australia
- Zwycięzca Pucharu Azji: 2015

Yokohama F. Marinos
- Zwycięzca J1 League: 2019
- Zdobywca drugiego miejsca Pucharu Ligi Japońskiej: 2018

Celtic Glasgow
- Zwycięzca Scottish Premiership: 2023

Tottenham
- Zwycięzca  Liga Europy 2024/2025